# 松本懿
松本 懿（まつもと あつし、1946年（昭和21年）3月18日 - ）は、日本の経営学者。専門は、経営学・企業論。特に、企業行動と成長性や企業の社会的責任。酪農学園大学元教授。北海道出身
1968年、千葉商科大学商経学部卒。同年、北海道生産性本部に入社。1977年、社団法人北海道未来総合研究所主任研究員。その後、同次長を経て、北海道未来総合研究所所長。1990年、北海道文理科短期大学経営情報学科助教授。1999年、酪農学園大学環境システム学部助教授。2000年、酪農学園大学環境システム学部経営環境学科教授。2005年、酪農学園大学環境システム学部環境マネジメント学科教授。2010年酪農学園大学農食環境学群環境共生学類教授。2012年酪農学園大学定年退職。道都大学経営学部客員教授。2017年より星槎道都大学経営学部兼任講師。

## 主著
- 『経営学の基礎』（酪農学園大学エクステンションセンター、1995年）
- 『地域づくりの要諦』（横山出版、1999年）
- 神原勝ほか共著『コミュニティビジネスと建設帰農 : 北海道の事例に日本の先端を学ぶ』（公人の友社、2006年）